# Cibeba
Cibeba (z arab. zibiba, niem. Zibeben) – pojedyncze owoce winogron (w produkcji win tokajskich zwykle szczepu furmint), wysuszone na krzewie do konsystencji rodzynków. 

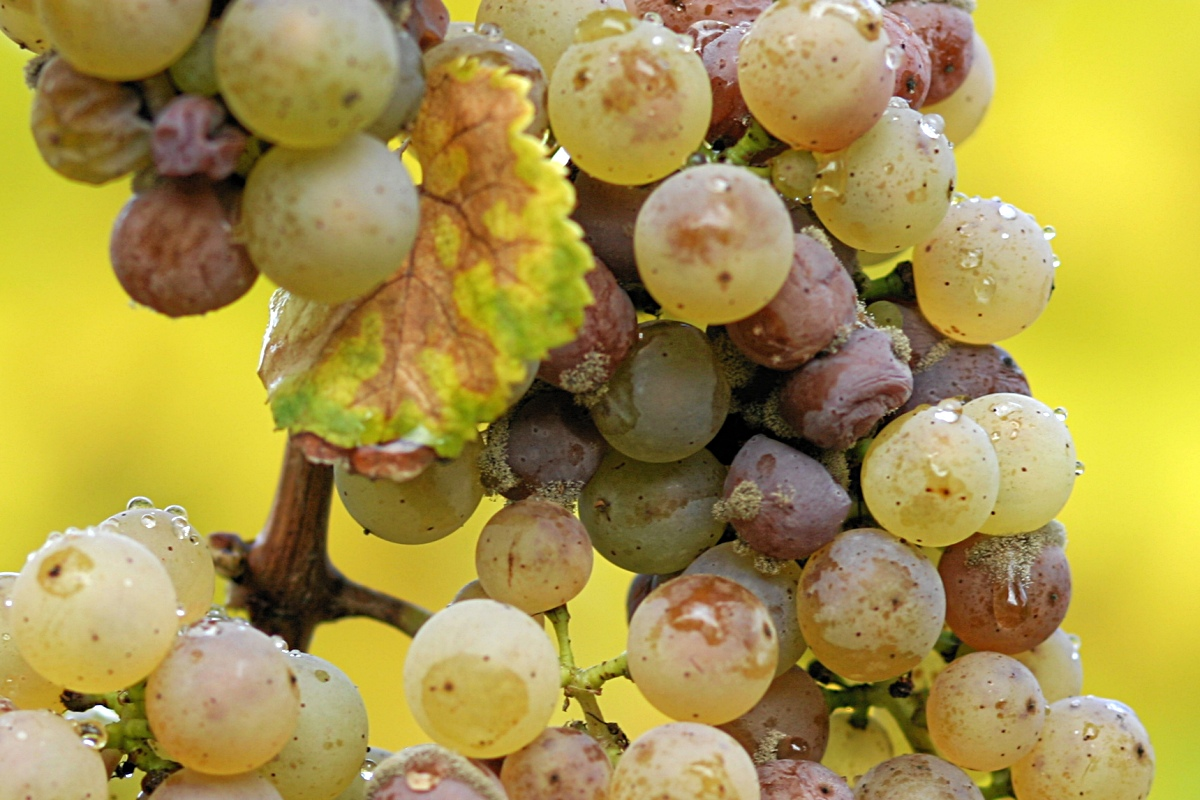
Grono winorośli pokryte grzybem Botrytis cinerea

Są najczęściej pokryte włóknistym grzybem Botrytis cinerea wywołującym szarą pleśń i zawierają od 40 do 60% cukru. W tym przypadku jednak choroba pleśniowa prowadzi do powstania unikatowych, słodkich win często określanych mianem win botrytyzowanych. Do tych najsłynniejszych należą produkty z regionów: Tokaj na Słowacji i Węgrzech, Sauternes w departamencie Żyrondy we Francji oraz niemieckiego Rheingau.